# 疏花石斛
疏花石斛（学名：Dendrobium henryi）为兰科石斛属下的一个种。

## 扩展阅读
- 維基物種上的相關：疏花石斛